# Capitoli di Dr. Stone

Copertina del primo volume dell'edizione italiana, raffigurante il protagonista Senku

Questa è la lista dei capitoli di Dr. Stone, manga scritto da Riichirō Inagaki, disegnato da Boichi e serializzato dalla Shūeisha sulla rivista settimanale Weekly Shōnen Jump dal numero del 6 marzo 2017 a quello del 7 marzo 2022. A fine settembre 2021 la serie è entrata nel suo arco narrativo finale, che si è concluso con il capitolo 232 uscito il 7 marzo 2022. I capitoli sono stati raccolti in 26 volumi tankōbon pubblicati dal 7 luglio 2017 al 4 luglio 2022. Un ventisettesimo volume è stato pubblicato il 4 aprile 2024.
Nell'ottobre 2019, è stato annunciato che una miniserie spin-off di nove capitoli intitolata Dr. Stone Reboot: Byakuya (Dr.STONE reboot:百夜?, Dokutā Sutōn Ribūto: Byakuya) avrebbe debuttato il 28 ottobre nel numero 48 di Weekly Shōnen Jump di Shueisha con storia e disegni di Boichi. La serie è terminata il 23 dicembre 2019. Un volume tankōbon è stato pubblicato il 4 marzo 2020.
In Italia la serie originale è stata pubblicata da Star Comics dal 1º novembre 2018 al 9 gennaio 2024; il ventisettesimo volume è stato pubblicato il 6 maggio 2025. Dr. Stone Reboot: Byakuya è uscito il 3 marzo 2021 ad opera dello stesso editore.

## Dr. Stone

### Volumi 1-10
| Nº | Titolo italiano Giapponese 「Kanji」 - Rōmaji | Data di prima pubblicazione             | Data di prima pubblicazione |
| Nº | Titolo italiano Giapponese 「Kanji」 - Rōmaji | Giapponese                              | Italiano |
| 1  | STONE WORLD 「STONE WORLD ストーンワールド」 - Sutōn Wārudo | 7 luglio 2017 ISBN 978-4-08-881184-0    | 1º novembre 2018 ISBN 978-88-226-1076-8 (ed. regolare) ISBN 978-88-226-1213-7 (ed. limitata) ISBN 978-88-226-1214-4 (ed. variant) |
| 1  | Capitoli - 1. STONE WORLD (STONE WORLD?, Sutōn Wārudo) - 2. FANTASY VS. SCIENCE (FANTASY VS SCIENCE?, Fantashī Bāsasu Saiensu) - 3. KING OF THE STONE WORLD (KING OF THE STONE WORLD?, Kingu Obu Za Sutōn Wārudo) - 4. Una conchiglia immacolata (純白の貝殻?, Junpaku no kaigara) - 5. Yuzuriha (杠 (ゆずりは)?, Yuzuriha) - 6. Taiju vs. Tsukasa (大樹VS司?, Taiju Bāsasu Tsukasa) - 7. L'avventura della polvere da sparo (火薬冒険?, Kayaku bōken) |                                         | |
| 1  | Trama Il genio adolescente Senku Ishigami riesce a far rivivere il suo amico Taiju Oki, dopo che i due sono stati misteriosamente pietrificati insieme a tutta l'umanità per oltre 3.700 anni senza che siano rimaste molte tracce della civiltà umana. Essendo i soli due umani liberati dalla pietra, Senku cerca di ricostruire la civiltà in questo "mondo di pietra" usando la sua conoscenza della scienza e i muscoli di Taiju per aiutarlo a sviluppare una soluzione nata da un'acqua miracolosa prodotta dal guano di pipistrello che potrebbe liberare la gente da il loro stato pietrificato. Dopo un processo lungo un anno, i due amici intendevano testare la formula sulla loro compagna di classe Yuzuriha Ogawa. Ma un attacco di leoni li costringe a rianimare il combattente più forte della loro scuola, Tsukasa Shishio, che si rivela un bene prezioso fino a quando Senku non viene a conoscenza dell'intenzione contrastante di Tsukasa di creare un mondo libero dalla corruzione della vecchia generazione. Una volta rianimata Yuzuriha dopo aver ingannato Tsukasa, Senku porta il suo gruppo in una sorgente vulcanica calda a Hakone per creare polvere da sparo. Ma Tsukasa realizza il piano di Senku di reinventare le armi da fuoco e insegue il gruppo. |                                         | |
| 2  | I DUE REGNI DEL MONDO DI PIETRA 「石の世界の二つの国」 - Ishi no sekai no futatsu no kuni | 4 settembre 2017 ISBN 978-4-08-881259-5 | 4 dicembre 2018 ISBN 978-88-226-1077-5                                                                                            |
| 2  | Capitoli - 8. ALZIAMO UN SEGNALE DI FUMO (狼煙をあげろ?, Noroshi o agero) - 9. SENKU VS. TSUKASA (千空VS司?, Senkū Bāsasu Tsukasa) - 10. LA GANG DELLA SCIENZA (科学の徒?, Kagaku no to) - 11. L'ARMA DELLA SCIENZA (科学の武器?, Kagaku no buki) - 12. Epilogue of prologue (Ultimissimo capitolo del prologo) (Epilogue of Prologue (序章最終話)?, Epirōgu obu Purorōgu (joshō saishū-wa)) - 13. 1º capitolo - STONE WORLD THE BEGINNING (第一章 STONE WORLD THE BEGINNING?, Dai itsushō Sutōn Wārudo Za Biginingu) - 14. UNO CHE CI CREDE (信ずるもの?, Shinzuru mono) - 15. I DUE REGNI DEL MONDO DI PIETRA (石の世界の二つの国?, Ishi no sekai no futatsu no kuni) - 16. KOHAKU (コハク?) |                                         | |
| 2  | Trama Dopo che Senku ha creato la polvere da sparo, il gruppo individua in lontananza una diversa fonte di fumo, suggerendo che ci sono altri sopravvissuti. Senku prende la decisione di accendere ulteriormente la polvere da sparo da usare come segnale di fumo, portando Tsukasa a trovarlo e questi usa Yuzuriha come ostaggio per ottenere la ricetta per il fluido di risveglio. Senku rinuncia alla ricetta per salvare Yuzuriha e gli viene data la scelta di abbandonare la scienza o morire. Senku si rifiuta e viene apparentemente ucciso dopo che Tsukasa gli ha inferto un colpo fatale al collo. Taiju e Yuzuriha usano la sua polvere da sparo per scatenare un'esplosione attorno a Tsukasa, permettendo loro di scappare. Taiju e Yuzuriha scoprono un po' 'di pietrificazione sul collo di Senku, dando loro l'opportunità di curare la ferita usando il liquido per il risveglio. Senku rinasce con successo grazie al fluido, portandolo a diventare più curioso delle proprietà rigenerative del fluido. A tal fine, Senku invia Taiju e Yuzuriha a infiltrarsi nell'esercito di Tsukasa come spie mentre cerca nuovi alleati. Nel frattempo, una misteriosa ragazza di nome Kohaku tenta di attaccare Tsukasa, che la intrappola sotto un albero prima di dirigersi verso la grotta d'acqua miracolosa. Dopo aver trovato Kohaku, Senku riesce a usare la sua conoscenza scientifica per aiutarla. |                                         | |
| 3  | Il luogo che custodisce due milioni di anni 「２００万年の在処」 - Nihyakuman-nen no Arika | 4 dicembre 2017 ISBN 978-4-08-881288-5  | 1º febbraio 2019 ISBN 978-88-226-1191-8                                                                                           |
| 3  | Capitoli - 17. Faccia inquietante (フッッルイ顔?, Futsurrui Kao) - 18. Scontro decisivo di stregoneria (妖術決戦?, Yōjutsu Kessen) - Extra. Chrome vs. Senku - Duello di aritmetica! (クロムVS千空算術決戦!!?, Kuromu Bāsasu Senkū Sanjutsu Kessen!!) - 19. Il luogo che custodisce due milioni di anni (２００万年の在処?, Nihyakuman-nen no Arika) - 20. STONE ROAD (STONE ROAD?, Sutōn Rōdo) - 21. L'alba del ferro (鉄の夜明け?, Tetsu no yoake) - 22. SURVIVAL GOURMET (SURVIVAL GOURMET?, Sabaibaru Gurume) - 23. Un uomo volubile (ペラッペラな男?, Perappera na otoko) - 24. Alla velocità del fulmine! (電光石火?, Denkō sekka!!) - 25. Il lume della scienza in questa mano (この手に科学の灯を?, Kono te ni kagaku no hiwo) |                                         | |
| 3  | Trama Kohaku porta Senku nel suo villaggio, dove incontra le guardie Kinro e Ginro e uno stregone di nome Chrome. Senku rimane colpito da quanto Chrome sia arrivato da solo e lo rende il suo apprendista. Apprendendo che Chrome è diventato uno stregone per aiutare la sorella malata di Kohaku, Ruri, Senku gli racconta il mondo che esisteva 3.700 anni fa e decide di aiutarlo a sviluppare un antibiotico per salvare Ruri. Mentre Senku, Kohaku e Chrome iniziano a cercare gli elementi necessari per creare un antibiotico, vengono aiutati da una bambina di nome Suika. Avendo bisogno di più forza lavoro per trasformare la sabbia di ferro in ferro, la banda manda Suika per ottenere informazioni su ciò che gli abitanti del villaggio vogliono. Trovando il cibo come un tema comune dei desideri degli abitanti, Senku riesce a usare il miglio per ricreare il ramen per conquistarli. Durante il loro patrocinio di ramen, la banda viene avvicinata da Gen Asagiri, un mentalista dei tempi di Senku, che era stato inviato da Tsukasa per confermare la morte di Senku, ma decide invece di dare un falso rapporto. Usando il ferro completato con successo, Senku sfrutta un improvviso temporale per trasformarlo in potenti magneti. Usando questi, la banda costruisce un generatore di corrente che riescono a convincere Kinro e Ginro a far funzionare, portando alla reinvenzione della lampadina. |                                         | |
| 4  | SENKU'S LAB 「SENKU'S LAB センクウズラボ」 - Senkūzu Rabo | 2 febbraio 2018 ISBN 978-4-08-881341-7  | 3 aprile 2019 ISBN 978-88-226-1253-3                                                                                              |
| 4  | Capitoli - 26. Una flebile alleanza (薄っぺらの同盟?, Usuppera no dōmei) - 27. Il desiderio di un certo scienziato (とある科学者の願い?, Toaru kagaku-sha no negai) - 28. CLEAR WORLD (CLEAR WORLD?, Kuria Wārudo) - 29. SENKU'S LAB (SENKU'S LAB?, Senkūzu Rabo) - 30. DEATH GREEN (DEATH GREEN?, Desu Gurīn) - 31. Compagni indivisibili (背中合わせの仲間たち?, Senaka awase no nakama-tachi) - 32. BRAIN & HEART (BRAIN & HEART?, Burein ando Hāto) - 33. Sostanze pericolose (ヤベー薬?, Yabē kusuri) - 34. Un torneo pilotato (謀略の御前試合?, Bōryaku no gozen jiai) |                                         | |
| 4  | Trama Gen viene improvvisamente attaccato da un misterioso aggressore, riuscendo a malapena a sopravvivere grazie a sacche di sangue finto con cui si era protetto. Apprendendo che il colpevole era Magma, che credeva che Gen fosse lo stregone invece di Senku, Kohaku rivela che Magma lo ha fatto per vincere un torneo in cui Kohaku lo aveva già battuto per impedirgli di sposare Ruri e diventare capo del villaggio. Mentre Kohaku, Kinro e Ginro si allenano, Gen dà un falso rapporto a Tsukasa dopo che Senku ha promesso di fargli una bottiglia di cola. Senku usa la sabbia di quarzo per produrre vetro e creare occhiali per Suika. Mancando le competenze necessarie per soffiare gli utensili da laboratorio utilizzabili in vetro, Chrome porta un artigiano di nome Kaseki, che è in grado di adattarsi rapidamente alla sostanza sconosciuta. Senku crea una lancia d'argento che funge da sensore per rilevare i gas velenosi provenienti da una pozza di acido solforico, di cui hanno bisogno per l'antibiotico. Mentre raccoglie l'acido usando speciali maschere antigas, Chrome quasi cade nella piscina ma viene salvato da Ginro, che supera la sua paura e aiuta il duo a ottenere una bottiglia di acido. Senku e gli altri iniziano a produrre gli altri elementi per l'antibiotico. Avendo bisogno di alcol per gli elementi rimanenti, Senku finisce per unirsi agli altri nel Grand Bout, che offre alcol per il vincitore. All'arrivo nel villaggio per il Grand Bout, Senku viene accolto da Ruri, che sembra conoscere il suo nome. |                                         | |
| 5  | Una storia di migliaia di anni 「幾千年物語」 - Ikusen-nen monogatari | 4 aprile 2018 ISBN 978-4-08-881381-3    | 5 giugno 2019 ISBN 978-88-226-1403-2                                                                                              |
| 5  | Capitoli - 35. Il combattente mascherato (仮面の戦士?, Kamen no senshi) - 36. Kinro e Ginro (金狼と銀狼?, Kinrō to Ginrō) - 37. Chrome, lo scienziato (科学使いクロム?, Kagaku tsukai kuromu) - 38. MASTER OF FLAME (MASTER OF FLAME?, Masutā Obu Fureimu) - 39. AND THE WINNER IS (AND THE WINNER IS?, Ando Za Winā izu) - 40. Il cristallo di due milioni di anni (２００万年の結晶?, Nihyakuman-nen no kesshō) - 41. DOCTOR STONE (DOCTOR STONE?, Dokutā Sutōn) - 42. Una storia di migliaia di anni (幾千年物語?, Ikusen-nen monogatari) - 43. Gli ultimi sei del genere umano (人類 最後の６人?, Jinrui saigo no roku-nin) |                                         | |
| 5  | Trama Lo scagnozzo di Magma, Mantle, rapisce Suika, e dice a Kohaku che sta annegando, spingendola a scappare. Mentre Kinro affronta Magma al primo turno, Suika riesce a sfuggire alla sua prigionia, e, notando che Kinrou ha problemi di vista gli dà la sua maschera, permettendogli di vedere più chiaramente. Ma Magma inganna Kinro e vince l'incontro, mentre Kohaku non riesce a tornare indietro in tempo. Di fronte a una partita di semifinale unilaterale contro Magma, Chrome la maschera di Suika per creare una lente d'ingrandimento in grado di accendere un fuoco. Gen usa la sua "stregoneria" per distrarre Magma e consentire a Chrome di dare fuoco ai suoi vestiti e vincere. Come risultato dello svenimento di Chrome prima del match finale, Senku viene dichiarato marito di Ruri, ma immediatamente divorzia da lei una volta che ottiene l'alcool di cui ha bisogno. Dopo aver lavorato per tutta la notte, la banda finalmente completa la medicina, che si dimostra efficace. Senku viene dichiarato nuovo capo del villaggio, il cui nome è rivelato essere Villaggio di Ishigami. Ruri rivela di aver appreso del nome di Senku attraverso una storia tramandata da sua madre. La storia parla del padre di Senku, Byakuya, che divenne un astronauta dopo che Senku fece una tuta elettrica per aiutarlo a superare l'esame di nuoto. Cinque anni dopo aver superato gli esami, Byakuya si reca alla Stazione Spaziale Internazionale, insieme al cosmonauta Shamil Volkov e alla cantante americana Lillian Weinburg, unendosi ai compagni membri dell'equipaggio Connie, Dalia e Yakov. Durante il loro soggiorno, Byakuya e l'equipaggio assistono al fenomeno che trasforma tutti sulla Terra in pietra, lasciandoli come gli unici sei umani rimasti. |                                         | |
| 6  | STONE WARS 「STONE WARS ストーンウォーズ」 - Sutōn Wōzu | 4 luglio 2018 ISBN 978-4-08-881558-9    | 1º agosto 2019 ISBN 978-88-226-1491-9                                                                                             |
| 6  | Capitoli - 44. Cento notti e mille cieli (百の夜と千の空?, Hyaku no yoru to sen no sora) - 45. Epilogue of chapter 1 (ultimissimo capitolo della prima parte) (Epilogue of Chapter１(第一章最終話)?, Epirōgu obu Chaputā ichi (dai isshō saishō-wa)) - 46. STONE WARS (STONE WARS?, Sutōn Wōzu) - 47. SCIENCE VS POWER (SCIENCE VS POWER?, Saiensu Bāsasu Pawā) - 48. La lama della scienza (科学の刃?, Kagaku no yaiba) - 49. E poi, verso l'epoca moderna (そして現代へ?, Soshite gendai) - 50. L'arma più forte del genere umano (人類最強の武器?, Jinrui saikyō no buki) - 51. Un dolce nel mondo di pietra (石の世界にスイーツ?, Ishi no sekai ni suītsu) - 52. L'età della forza motrice (動力の時代?, Dōryoku no jidai) |                                         | |
| 6  | Trama Dopo che Byakuya dedusse che il fenomeno ebbe origine in Sud America, Shamil, Lillian e Connie si avventurarono in superficie, ma finirono in mezzo all'oceano, spingendo Byakuya e gli altri a scendere e salvarli. I sei iniziano a vivere insieme su un'isola vicina, a formare relazioni e ad allevare bambini insieme. Mentre l'equipaggio inizia a morire gradualmente di polmonite, tuttavia, Byakuya scrive i "Cento racconti" da tramandare alle generazioni future. Nel presente, Ruri porta Senku nel cimitero del villaggio dove giace Byakuya, trasmettendo a Senku il messaggio finale di Byakuya secondo cui le cento storie sono un dono scientifico per lui. Successivamente, Gen avverte Senku e gli altri che Tsukasa e il suo esercito stanno arrivando. Un gruppo dell'esercito di Tsukasa, guidato da un uomo di nome Hyoga, si avvicina al villaggio e sconfigge Kinro. Senku, con l'aiuto di Gen e Magma, convince il gruppo di Hyoga di aver già prodotto pistole, costringendoli a ritirarsi. Tre giorni dopo, la squadra di Hyoga attacca di nuovo, solo per scoprire che Senku e gli abitanti del villaggio sono riusciti a produrre katane. Hyoga rivela che il suo attacco è stato solo una distrazione, in modo che la sua alleata, Homura, potesse dare fuoco al villaggio, costringendo gli abitanti ad esporsi. Suika riesce ad attirare con successo le truppe di Hyoga lontano dal villaggio ed a condurli nei pressi i gas velenosi della pozza di acido. Con l'obiettivo di attaccare l'esercito di Tsukasa prima che diventi troppo grande, Senku decide di reinventare il telefono. Nel frattempo, Hyoga riferisce a Tsukasa che Senku è ancora vivo.                                                                                           |                                         | |
| 7  | La voce oltre l'infinito 「声は無限の彼方へ」 - Koe wa mugen no kanata e | 4 settembre 2018 ISBN 978-4-08-881610-4 | 2 ottobre 2019 ISBN 978-88-226-1545-9                                                                                             |
| 7  | Capitoli - 53. Il club di costruzione Sparta (スパルタ工作クラブ?, Suparuta kōsaku kurabu) - 54. Luccicante blue jewel (瞬きのブルージュエル?, Matataki no burū jueru) - 55. TREASURE DUNGEON (TREASURE DUNGEON?, Torejā Danjon) - 56. THE TREASURE (THE TREASURE?, Za Torejā) - 57. HEAT HEART (HEAT HEART?, Hīto Hāto) - 58. L'onda della scienza (科学の波?, Kagaku no nami) - 59. La voce oltre l'infinito (声は無限の彼方へ?, Koe wa mugen no kanata e) - 60. La canzone dell'angelo e il sussurro demoniaco (天女の歌と悪魔囁き?, Ten'nyo no uta to akuma sasayaki) - 61. STONE WARS BEGINNING (STONE WARS BEGINNING?, Sutōn Wōzu Biginingu) |                                         | |
| 7  | Trama Usando la nuova ruota idraulica, Senku meccanizza il processo di fabbricazione del ferro. Nel frattempo, Senku, Chrome e Kaseki iniziano a sviluppare delle lampadine, permettendogli di celebrare il Natale decorando un albero. Chrome utilizza la nuova invenzione per esplorare più a fondo le grotte, dove trova nuovi minerali. Senku e Kaseki tentano di creare un tubo a vuoto, ma non riescono a trovare un filamento in grado di resistere al calore. Senku si rende conto che il tungsteno è la soluzione e porta Chrome e Magma in una spedizione di speleologia in una grotta vicina. I tre tornano in fretta al villaggio dopo aver incontrato un deposito ricco di minerali per arrivare in tempo per festeggiare il compleanno di Senku. Mentre i tre sono lontani, Gen e il villaggio costruiscono un osservatorio per Senku. Senku svela il mucchio di tungsteno per la preparazione finale. Dopo essere stato frantumato in una polvere fine, deve essere riscaldato a una temperatura estremamente elevata affinché diventi utilizzabile. Mentre Senku prepara la polvere di tungsteno, incarica Chrome e Kaseki di creare un metodo per individuare il riscaldamento ad alta temperatura usando tutto ciò che hanno imparato dall'arrivo di Senku nel villaggio. Una volta creato il filamento di tungsteno, ognuno si divide in gruppi per completare le attività rimanenti. Finiscono tutti i loro compiti e Senku mette tutto insieme, creando il primo telefono del nuovo mondo. |                                         | |
| 8  | HOT LINE 「HOT LINE ホットライン」 - Hotto Rain | 4 dicembre 2018 ISBN 978-4-08-881667-8  | 1º novembre 2019 ISBN 978-88-226-1546-6                                                                                           |
| 8  | Capitoli - 62. DOUBLE CHASE (DOUBLE CHASE?, Daburu Cheisu) - 63. Guerra dell'informazione (情報戦争?, Jōhō sensō) - 64. HOT LINE (HOT LINE?, Hotto Rain) - 65. Una telefonata dall'oltretomba (死者からの電話?, Shisha kara no denwa) - 66. Il bugiardo e il sincero (ウソつきと正直者?, Usotsuki to shōjiki-sha) - 67. Trappola al completo in missione (全軍出撃?, Sengun shutsugeki) - 68. Il fuoco della rivoluzione (革命の火?, Kakumei no hi) - 69. STEAM GORILLA (STEAM GORILLA?, Suchīmu Gorira) - 70. PAPER SHIELD (PAPER SHIELD?, Pēpā Shīrudo) |                                         | |
| 8  | Trama Homura scopre l'obiettivo del Regno della Scienza ma viene catturata prima di poterlo riferire a Tsukasa. Il gruppo di Gen e Chrome raggiunge finalmente il sito dell'Impero della Potenza di Tsukasa per aprire le comunicazioni telefoniche, ma viene attaccato da un arciere chiamato Ukyo Sakonji. Taiju e Yuzuriha convincono Nikki, una subordinata di Tsukasa, ad unirsi a loro, e Gen ritorna al Villaggio Ishigami, mentre Chrome viene catturato da Ukyo. Ukyo mente a Tsukasa e Hyoga sulle intenzioni di Chrome e il Regno della Scienza crea un veicolo, passando prima per la macchina a vapore e spingendo così il mondo di pietra verso la rivoluzione industriale. Il motore viene poi montato su un carro a vapore, che viene chiamato Steam Gorilla, e i seguaci del regno della scienza partono alla volta dell'impero di Tsukasa, tranne gli anziani che restano al villaggio per loro spontanea decisione. Giunti nelle vicinanze, Suika va in perlustrazione e scopre il luogo dov'è tenuto prigioniero Chrome. Senku progetta di invadere la prigione con un carro armato, che costruisce rafforzando lo Steam Gorilla con dei fogli di fibra di carbonio emulata con la stratificazione di carta e plastica. Tsukasa però ha previsto questo attacco, e ha circondato di trappole la prigione; Chrome lo scopre e decide di trovare un modo per evadere da solo. |                                         | |
| 9  | FINAL BATTLE 「FINAL BATTLE ファイナルバトル」 - Fainaru Batoru | 4 febbraio 2019 ISBN 978-4-08-881726-2  | 8 gennaio 2020 ISBN 978-88-226-1607-4                                                                                             |
| 9  | Capitoli - 71. PRISON BREAK (PRISON BREAK?, Purizun Bureiku) - 72. Esperienza (経験値?, Keiken-chi) - 73. Una missione segretissima (極秘のミッション?, Gokuhi no Misshon) - 74. Venti secondi fatali (運命の20秒?, Unmei no nijū-byō) - 75. COUNT DOWN 20 (COUNT DOWN 20?, Kaunto Daun nijū) - 76. FINAL BATTLE (FINAL BATTLE?, Fainaru Batoru) - 77. La forza della scienza (科か学がくの力ちから?, Kagaku no chikara) - 78. Cose da distruggere, cose da salvare (壊すもの救うもの?, Kowasu mono sukū mono) - 79. Un istante a lungo atteso (すつとこの瞬間を?, Sutsu to kono shunkan wo) |                                         | |
| 9  | Trama Dopo essere stato schernito da Yo, il direttore della sua prigione, Chrome escogita un modo per fuggire dalla sua cella tentando di sintetizzare improvvisato idrossido di sodio per sfilacciare le corde che tengono insieme la canna di bambù; mentre riesce solo a produrre una soluzione simile alla candeggina, funziona e riesce a fuggire, ingannando Yo nel pensare di avere una malattia mortale, e si ricongiunge alle truppe del Regno della Scienza. Con Chrome rilasciato e Ukyo che decide di schierarsi con il Regno della Scienza quando Senku assicura il suo desiderio di vincere la guerra senza vittime, Senku decide di riutilizzare il carro armato per un assalto frontale alla Grotta dei Miracoli, fornendo una distrazione che consente agli uomini di Tsukasa di arrenditi mentre Senku, Chrome e Gen si fanno strada per sintetizzare la polvere da sparo dall'acido nitrico. Tsukasa e Hyoga intervengono, distruggendo i materiali necessari per la polvere da sparo, ma Senku riesce a sintetizzare la nitroglicerina dall'acido nitrico, costringendo Tsukasa a una situazione di stallo. Senku riesce a negoziare per riportare in vita la sorellina di Tsukasa, Mirai, in cambio di un cessate il fuoco. Poco dopo che Mirai è stato rianimato con successo, tuttavia, Hyoga si rivolge a Tsukasa, pugnalandolo a morte quando protegge sua sorella da un attacco improvviso. |                                         | |
| 10 | Le ali dell'uomo 「ヒトの翼」 - Hito no tsubasa | 4 aprile 2019 ISBN 978-4-08-881801-6    | 6 maggio 2020 ISBN 978-88-226-1681-4                                                                                              |
| 10 | Capitoli - 80. La coppia più forte del genere umano (人類最強のタッグ?, Jomrui saikō no taggu) - 81. FINGERTIP (フィンガー チップ?, Fingaa chippu) - 82. EPILOGUE OF STONE WARS (Ultimo capitolo della seconda parte) (Epilogue of Stone Wars?, Epiroogu obe Sutōn Wōzu) - 83. Dr. STONE (ドクターストーン?, Dokutā Sutōn) - 84. Persone = forza (人は力?, Hito wa Chikara) - 85. Il re delle risorse (資源の王様?, Shigen no Ōsama) - 86. Soldi (MONEY?, Manē) - 87. Department store Senku (デパート千空?, Depāto Senkū) - 88. Le ali dell'uomo (ヒトの翼?, Hito no tsubasa) |                                         | |
| 10 | Trama Hyoga rivela che il suo vero obiettivo è quello di abbattere l'umanità anche oltre ciò che Tsukasa pianificava, credendo che non solo i giovani, ma anche quelli più razionali dovessero essere le uniche persone a cui era permesso vivere. In disaccordo con lui, Senku si allea con Tsukasa, che ha realizzato l'errore dei suoi modi, e sconfiggono Hyoga tramite una pistola taser improvvisata. Con la fine della guerra e Hyoga e Homura imprigionati, l'Impero di Tsukasa si fonde con il Regno della Scienza e Senku decide di costruire una nave per navigare fino al punto di origine del fenomeno che ha pietrificato la gente della Terra, la sua idea è pietrificare Tsukasa di nuovo così il rivestimento roccioso guarirà la sua ferita. Tsukasa viene messo in criosonno in un "frigorifero" costruito da Senku mentre il Regno della Scienza si impegna a costruire la nave. Sapendo che sarà necessario un capitano per guidare la nave attraverso l'oceano, Senku risveglia Ryusui Nanami, il ricco erede di un conglomerato marittimo che è anche un esperto marinaio. Ryusui informa prontamente che la nave avrà bisogno di un carburante più potente per navigare attraverso il mare: il petrolio. Inviando Chrome, Kohaku e Ukyo alla ricerca di pozzi di petrolio, scoprono che le successive eruzioni del Monte Fuji negli ultimi 3.700 anni hanno causato il cambiamento della costa, portando Senku a ideare una mongolfiera in modo che le masse continentali possano essere esplorate dall'alto. |                                         | |

### Volumi 11-20
| Nº | Titolo italiano Giapponese 「Kanji」 - Rōmaji | Data di prima pubblicazione             | Data di prima pubblicazione              |
| Nº | Titolo italiano Giapponese 「Kanji」 - Rōmaji | Giapponese                              | Italiano                                 |
| 11 | First contact 「ファーストコンタクト」 - Fāsuto Kontakuto | 4 luglio 2019 ISBN 978-4-08-881881-8    | 1º luglio 2020 ISBN 978-88-226-1883-2    |
| 11 | Capitoli - 89. Avventurieri (冒険者たち?, Bōkensha-tachi) - 90. NEW WORLD MAP (NEW WORLD MAP?, Nyū Wārudo Mappu) - 91. Se non c'è pane, basta farlo a partire dal grano (パンが無ければ麦から作ればいいじゃない?, Pan ga nakereba mugi kara tsukureba ī janai) - 92. Voglio = giusto (欲しいイコール正義?, Hoshī ikōru seigi) - 93. Il primo a te (一枚目はあなたに?, Ichi-mai-me wa anata ni) - 94. Il profumo del gioiello nero (黒い宝石の香り?, Burakku jueru no kaori) - 95. First contact (ファーストコンタクト?, Fāsuto kontakuto) - 96. Gli occhi della scienza (科学の眼?, Kagaku no me) - 97. La divertente educazione da regnante (楽しい帝王学?, Tanoshī teiō-gaku) |                                         |                                          |
| 11 | Trama A bordo della mongolfiera, Senku, Ryusui e Chrome riescono a realizzare la prima mappa del mondo della pietra. Dopo aver appreso delle cattive condizioni del cibo fatto dagli abitanti del villaggio, il gruppo usa la formula per depetrificare il vecchio maggiordomo di Ryusui, Francois, in modo che il villaggio riesca a realizzare il pane e altri alimenti atti ad un lungo viaggio. Dopo che Kohaku trova il petrolio, Senku e gli altri vanno a cercarlo. Dopo aver scoperto il carburante, Ryusui, Senku, Chrome e Ukyo escono su un motoscafo e Senku prevede di creare un GPS. Tuttavia, il gruppo riesce a intercettare un segnale emesso da una persona sconosciuta, che viene soprannominata "Whyman". Gen, Ukyo, Senku, Ryusui e Chrome sono nominati i Cinque Saggi Comandanti del Regno della Scienza, mentre la radio e il sonar vengono ricreati. Chrome crea un metal detector, mentre il regno della scienza crea una miniera nella grotta. |                                         |                                          |
| 12 | Il segreto della pietrificazione 「石化の秘密」 - Sekka no himitsu | 4 settembre 2019 ISBN 978-4-08-882055-2 | 30 settembre 2020 ISBN 978-88-226-1997-6 |
| 12 | Capitoli - 98. Ryusui (龍水?, Ryusui) - 99. Diario fotografico del regno della scienza (科学王国写真日記?, Kagaku ōkoku shashin nikki) - 100. I primi cento racconti (はじまりの百物語?, Hajimari no hyaku monogatari) - 101. TREASURE BOX (TREASURE BOX?, Torejā Bokkusu) - 102. La nave della scienza Perseus (科学船ペルセウス?, Kagakusen Peruseusu) - 103. Luce della disperazione e della speranza (絶望と希望の光?, Zetsubō to kibō no hikari) - 104. Investigatori forensi (科捜研の男たち?, Kasōken no Otoko-tachi) - 105. La ragazza più bella dell'isola (島一の美少女?, Shimaichi no bishōjo) - 106. Il segreto della pietrificazione (石化の秘密?, Sekka no himitsu) |                                         |                                          |
| 12 | Trama Dopo un anno viene costruita la nave del Regno della Scienza, la Perseo. La nave salpa per il suo viaggio inaugurale e Senku ordina di portare Hyoga e Homura come supporto aggiuntivo. A bordo della nave, Senku e gli altri partono alla ricerca dei metalli preziosi lasciati da Byakuya. Senku viene avvicinato da un membro senza nome del villaggio di Ishigami, che afferma di chiamarsi Soyuz. Afferma di essere originario dell'isola che ospita la capsula Soyuz, e può aiutare a guidare la Perseo lì. Sapendo questo, Senku deduce che l'isola deve essere abitata. Arrivati con successo sull'isola, l'equipaggio invia una squadra di ricognizione per esplorare l'isola. All'improvviso, l'equipaggio a bordo della nave viene trasformato in pietra. Notando l'attacco dall'isola, la squadra di ricognizione si propone di trovare il colpevole, trovando un guscio scartato come primo indizio. Senku e la squadra di ricognizione cercano un abitante dell'isola per fare amicizia. Più in alto sulla montagna, la squadra scopre una giovane donna corteggiata da diversi uomini. Senku e la squadra di ricognizione affrontano la donna nativa, Amaryllis, che si aspetta di essere presto portata via dal leader dell'isola. Gli uomini che corteggiano Amaryllis cercano di impedirne la cattura, ma Senku li sopprime usando gas lacrimogeni. Impressionata dalla "stregoneria" di Senku, Amaryllis rivela di conoscere il segreto del dispositivo di pietrificazione e decide di aiutarlo nella sua missione. Amaryllis ha intenzione di infiltrarsi in una selezione di harem fatta dalla sua tribù per rubare l'arma di pietrificazione. Tuttavia, pensa di dover effettivamente rubare l'arma, affermando che ha bisogno di un'altra ragazza, cosi viene scelta Kohaku. |                                         |                                          |
| 13 | SCIENCE WARS 「SCIENCE WARS」 - Saiensu Wōzu | 1º novembre 2019 ISBN 978-4-08-882106-1 | 2 dicembre 2020 ISBN 978-88-226-2035-4   |
| 13 | Capitoli - 107. L'asso nella manica è sulla nave della scienza (切り札は科学の船に?, Kirifuda wa kagaku no fune ni) - 108. Due assi nella manica (切り札二枚?, Kirifuda Ni-mai) - 109. La grande fuga (大脱走?, Dai dassō) - 110. Splendida scienza (美しい科学?, Utsukushī kagaku) - 111. SCIENCE WARS (SCIENCE WARS?, Saiensu Wōzu) - 112. Il re delle tre dimensioni (三 次 元 の 王 者?, Sanjigen no ōja) - 113. La scienza dei messaggi in codice (暗号通信の科学?, Angō tsūshin no kagaku) - 114. E poi la scienza in silenzio perfora la pietra (そして科学は静かに石を穿つ?, Soshite kagaku wa shizuka ni ishi o ugatsu)) - 115. Un secondo e un granello (一秒と一粒?, Ichi-byō to hitotsubu) |                                         |                                          |
| 13 | Trama Kohaku ha intenzione di ingannare il sovrano dell'isola per infiltrarsi nel suo harem e rubare l'arma di pietrificazione, ma prima Senku deve recuperare il laboratorio mobile per dare a Kohaku un completo rinnovamento scientifico. Il Regno di Pietrificazione, guidato dal ministro Ibara, ha già sequestrato la nave. Kohaku balza verso la nave, infuriata dopo aver visto Ibara rompere le statue dei suoi compagni, ma viene fermata da Kirisame. A bordo della nave, viene rivelato che Ginro è sopravvissuto. Suika pilota il laboratorio, travestito da animale, nell'oceano e torna da Senku. Con l'abbellimento completo, il team tenta di trovare un terzo candidato per infiltrarsi nella selezione dell'harem. Amaryllis si avvicina agli uomini, sottoponendoli a un rinnovamento ma nessuno si adatta alla parte fino a quando non decide su Ginro. La squadra di infiltrazione parte quindi per la missione di rubare il dispositivo di pietrificazione. Amaryllis, Kohaku e Ginro sono selezionati per l'harem, mentre Senku prevede di creare un drone. Il team scientifico inizia la costruzione di un motore, utilizzando i materiali nel laboratorio mobile. Nel frattempo, Amaryllis distrae Oarashi mentre Kohaku individua la capsula Soyuz. Il team scientifico completa il motore, testandolo creando una piccola auto a motore. Senku invia l'auto per trasportare fisicamente i messaggi tra le squadre. Con l'acquisizione del platino, Senku inizia a produrre acido nitrico, il componente chiave della formula di pietrificazione. |                                         |                                          |
| 14 | Il vero volto di Medusa 「石化光線の素顔」 - Sekka kōsen no sugao | 4 febbraio 2020 ISBN 978-4-08-882206-8  | 3 febbraio 2021 ISBN 978-88-226-2114-6   |
| 14 | Capitoli - 116. Il miracolo nel palmo della mano (奇跡はこの掌で?, Kiseki wa kono tenohira de) - 117. Il regno della scienza al contrattacco (反撃の科学王国?, Hangeki no kagaku ōkoku) - 118. SILENT SOLDIERS (SILENT SOLDIERS?, Sairento Sorujāzu) - 119. SCIENCE SOLDIERS (SCIENCE SOLDIERS?, Saiensu Sorujāzu) - 120. TOP SECRET (Top Secret?, Toppu Shīkurīto) - 121. Il vero volto di Medusa (メデューサ の ?, Sekka kōsen no sugao) - 122. Puzzle piece della battaglia mentale (頭脳戦のパズルピース?, Zunō-sen no pazurupīsu) - 123. Deal game da battaglia mentale (頭脳戦のディールゲーム?, Zunō-sen no dīrugēmu) - 124. Invenzione divina e diabolica (神と悪魔の発明品?, Kami to akuma no hatsumei-hin) |                                         |                                          |
| 15 | L'arma più forte 「最強の武器は...」 - Saikyou no buki wa... | 3 aprile 2020 ISBN 978-4-08-882255-6    | 5 maggio 2021 ISBN 978-88-226-2284-6     |
| 15 | Capitoli - 125. Battaglia decisiva su tre dimensioni (三次元の決戦?, Sanjigen no kessen) - 126. Strategia su tre dimensioni (三次元の謀略?, Sanjigen no bōryaku) - 127. MEDUSA & PERSEUS (MEDUSA & PERSEUS?, Medeyūsa ando Peruseusu) - 128. Scontro a tutto campo (全土大乱戦?, Zendo dairansen) - 129. JOKER (JOKER?, Jōkā) - 130. Scelta diabolica (悪魔の選択?, Akuma no sentaku) - 131. Un terribile crimine (悪り一罪?, Wari izzai) - 132. L'arma più forte (最強の武器は...?, Saikyou no buki wa...) - 133. Il luccichio della rovina (滅びの煌めき?, Horobi no hirameki) |                                         |                                          |
| 16 | MEDUSA VS. SCIENCE 「メデューサバーサスサイエンス」 - Medeyūsa Bāsasu Saiensu | 3 luglio 2020 ISBN 978-4-08-882350-8    | 4 agosto 2021 ISBN 978-88-226-2431-4     |
| 16 | Capitoli - 134. Scontro tra capi (大将戦?, Taishō-sen) - 135. COUNTING (COUNTING?, Kauntingu) - 136. MEDUSA VS. SCIENCE (MEDUSA VS SCIENCE?, Medeyūsa Bāsasu Saiensu) - 137. LAST MAN STANDING (LAST MAN STANDING?, Rasto Man Sutandingu) - 138. Epilogue of chapter 3 (Ultimo capitolo della terza parte) (Epilogue of Chapter 3 (第三章最終話)?, Epirōgu obu Chaputā San (Dai Sanshō Saishō-wa)) - 139. FIRST DREAM (FIRST DREAM?, Fāsuto Dorīmu) - 140. Pilota del nuovo mondo (新世界飛行士?, Shin sekai hikō-shi) - 141. FIRST TEAM (FIRST TEAM?, Fāsuto Chīmu) - 142. WORLD POWER (WORLD POWER?, Wārudo Pawā) |                                         |                                          |
| 17 | Colonizzatori della terra 「地球の開拓者たち」 - Chikyū no kaitaku-sha-tachi | 4 settembre 2020 ISBN 978-4-08-882405-5 | 29 ottobre 2021 ISBN 978-88-226-2724-7   |
| 17 | Capitoli - 143. RYUSUI VS. SENKU (RYUSUI VS. SENKU?, Ryūsui Bāsasu Senkū) - 144. RYUSUI GEN VS. SENKU KOHAKU (RYUSUI GEN VS. SENKU KOHAKU?, Ryūsui Gen Bāsasu Senkū Kohaku) - 145. BAR FRANCOIS (BAR FRANÇOIS?, Bā Furansowa) - 146. BAR FRANCOIS - BITTER SIDE (BAR FRANÇOIS ~BITTER SIDE~?, Bā Furansowa ~Bitā Saido~) - 147. SCIENCE JOURNEY (SCIENCE JOURNEY?, Saiensu Jānī) - 148. Colonizzatori della terra (地球の開拓者たち?, Chikyū no kaitaku-sha-tachi) - 149. Trappola luminosa nell'oscurità (暗闇の誘蛾灯?, Kuragami no yūgatō) - 150. Scienziato della giustizia (正義の科学使い?, Seigi no kagaku tsukai) - 151. Dr. X (Dr. X?, Dokutā Ekkusu) |                                         |                                          |
| 18 | SCIENCE IS ELEGANT 「サイエンスイズエレガント」 - Saiensu Izu Ereganto | 4 novembre 2020 ISBN 978-4-08-882473-4  | 2 febbraio 2022 ISBN 978-88-226-2967-8   |
| 18 | Capitoli - 152. DOCTOR VS. DOCTOR (DOCTOR VS. DOCTOR?, Dokutā Bāsasu Dokutā) - 153. WAR GAME (WAR GAME?, Wō Gēmu) - 154. SPY VS. SPY (SPY VS. SPY?, Supai Bāsasu Supai) - 155. SCIENCE IS ELEGANT (SCIENCE IS ELEGANT?, Saiensu Izu Ereganto) - 156. I due scienziati (二人の科学者?, Futari no kagaku-sha) - 157. Nello stesso istante, nello stesso luogo (同じ刻同じ場所で?, Onaji toki onaji basho de) - 158. Chi è lo scienziato (科学者は誰だ?, Kagaku-sha wa dare da) - 159. LOCK ON (LOCK ON?, Rokku On) - 160. Il lume della scienza (科学の灯?, Kagaku no hi) |                                         |                                          |
| 19 | Corn City da un milione di abitanti 「100万人のコーンシティ」 - 100 man-nin no kōnshiti | 4 gennaio 2021 ISBN 978-4-08-882550-2   | 30 marzo 2022 ISBN 978-88-226-3045-2     |
| 19 | Capitoli - 161. CRAFT WARS (CRAFT WARS?, Kurafuto Wōzu) - 162. Una strada imbrattata di terra (土まみれの道を?, Tsuchi mamire no michi o) - 163. Battaglia decisiva per tutto il mondo (全世界決戦?, Zen sekai kessen) - 164. RE-LOCK ON (RE-LOCK ON?, Ri-Rokku On) - 165. Chi conosce le regole e chi le crea (ルールを知る者創る者?, Rūru o shiru-mono tsukuru-mono) - 166. Il cavaliere più forte (最強のナイト?, Saikyō no Naito) - 167. Quello che piace (好きなモンは?, Sukina mon wa) - 168. Corn City da un milione di abitanti (100万人のコーンシティ?, 100 man-nin no kōnshiti) - 169. RISK or HEART (RISK or HEART?, Risuku oa Hāto) |                                         |                                          |
| 20 | MEDUSA MECHANISM 「MEDUSA MECHANISM」 - Medyūsa Mekanizumu | 2 aprile 2021 ISBN 978-4-08-882598-4    | 29 giugno 2022 ISBN 978-88-226-3315-6    |
| 20 | Capitoli - 170. Guardando la stessa luna (同じ月を見て?, Onaji tsuki o mite) - 171. Guardando la stessa luce (同じ光を見て?, Onaji hikari o mite) - 172. Indicazione stradale dell'intelletto (叡知の道標?, Eichi no michishirube) - 173. EARTH RACE (EARTH RACE?, Āsu Rēsu) - 174. Fantomatico canale di Panama (幻のパナマ運河?, Maboroshi no Panama unga) - 175. Ultra race attraverso il Sud America (南米横断ウルトラレース?, Nanbei Ōdan Urutorarēsu) - 176. Battaglia per sfondare l'accerchiamento (包囲網突破戦?, Hoimo utobasen) - 177. MEDUSA MECHANISM (MEDUSA MECHANISM?, Medyūsa Mekanizumu) - 178. La scienza oltrepassa le montagne (科学は山を超えて?, Kagaku wa Yama o Koete) |                                         |                                          |

### Volumi 21-27
| Nº | Titolo italiano Giapponese 「Kanji」 - Rōmaji | Data di prima pubblicazione            | Data di prima pubblicazione                                                              |
| Nº | Titolo italiano Giapponese 「Kanji」 - Rōmaji | Giapponese                             | Italiano                                                                                 |
| 21 | STONE SANCTUARY 「ストーンサンクチュアリー」 - Sutōn Sankuchuarī | 4 giugno 2021 ISBN 978-4-08-882687-5   | 28 settembre 2022 ISBN 978-88-226-3477-1                                                 |
| 21 | Capitoli - 179. I legami dei funamboli (綱渡りの絆?, Tsunawatari no kizuna) - 180. Spaventoso e bellissimo (悍ましくも美しく?, Ozomashiku mo utsukushiku) - 181. NEW WORLD SCIENCE (NEW WORLD SCIENCE?, Nyū Wārudo Saiensu) - 182. DIAMOND HEART (DIAMOND HEART?, Daiyamondo Hāto) - 183. STONE SANCTUARY (STONE SANCTUARY?, Sutōn Sankuchuarī) - 184. La fortezza di medusa (メデューサの砦?, Medyūsa no toride) - 185. La splendida superficie di clivaggio (美しき劈開面?, Utsukushiki hekikaimen) - 186. Uomini di spada (刃十人十色?, Yaiba jūnintoiro) - 187. CYBER GUERRILLA (CYBER GUERRILLA?, Saibā Gurira) |                                        |                                                                                          |
| 22 | OUR STONE WORLD 「OUR STONE WORLD」 - Awā Sutōn Wārudo | 4 agosto 2021 ISBN 978-4-08-882735-3   | 4 gennaio 2023 ISBN 978-88-226-3752-9                                                    |
| 22 | Capitoli - 188. Ciò che in passato ho cercato di cancellare (かつて消そうとしたものは?, Katsute kesō to shita mono wa) - 189. OUR Dr. STONE (OUR Dr.STONE?, Awā Dokutā Sutōn) - 190. La scienza oltrepassa la vita (科学は生命を越えて?, Kagaku wa inochi o koete) - 191. L'urlo di dio nel mondo (世界に神の叫びを?, Sekai ni kami no sakebi o) - 192. Fino al giorno in cui ci incontreremo di nuovo (また逢う日まで?, Mata au hima de) - 193. OUR STONE WORLD (OUR STONE WORLD?, Awā Sutōn Wārudo) - 194. Un homo sapiens tutto solo (ひとりぼっちのホモサピエンス?, Hitoribocchi no Homosapiensu) - 195. Un treasure Hunter tutto solo (ひとりぼっちのトレジャーハンター?, Hitoribocchi no Torejā Hantā) - 196. Scientist tutto solo (ひとりぼっちのサイエンティスト?, Hitoribocchi no Saientisuto) |                                        |                                                                                          |
| 23 | FUTURE ENGINE 「FUTURE ENGINE」 - Fyūchā Enjin | 4 novembre 2021 ISBN 978-4-08-882820-6 | 29 marzo 2023 ISBN 978-88-226-3907-3                                                     |
| 23 | Capitoli - 197. L'Eden pieno di pietra e il frutto proibito (石だらけのエデンと禁断の果実?, Ishi-darake no Eden to kindan no kashitsu) - 198. WHOLE NEW WORLD (WHOLE NEW WORLD?, Hōru Nyū Wārudo) - 199. Super lega (超合金?, Chō gōkin) - 200. FUTURE ENGINE (FUTURE ENGINE?, Fyūchā Enjin) - 201. MORSE TALK (MORSE TALK?, Mōrusu Tōku) - 202. Gruppo Ryusui (龍水財閥?, Ryūsui zaibatsu) - 203. MISSILE HEART (MISSILE HEART?, Misairu Hāto) - 204. L'universo è scritto in una lingua che si chiama matematica (宇宙は数学という言語で書かれている?, Uchū wa sūgaku to iu gengo de kakarete iru) - 205. 0 e 1 che costruiscono l'universo (宇宙を作る０と１?, Uchū o tsukuru 0 to 1) |                                        |                                                                                          |
| 24 | STONE TO SPACE 「STONE TO SPACE」 - Sutōn tu Supēsu | 4 gennaio 2022 ISBN 978-4-08-882877-0  | 28 giugno 2023 ISBN 978-88-226-4157-1                                                    |
| 24 | Capitoli - 206. L'alba del computer (コンピュータの夜明け?, Konpyūta no yoake) - 207. Schemi elettrici che si connettono (繋がる回路図?, Tsunagaru kairozu) - 208. La scienza supera l'intelletto umano (科学は人知を超える?, Kagaku wa jinchi o koeru) - 209. La dura verità sul razzo (ロケットの真相?, Roketto no shinsō) - 210. NOT ONE WAY (NOT ONE WAY?, Notto Wan Uei) - 211. Giro del mondo per il materiale (世界一周素材旅行?, Sekai isshū sozai ryokō) - 212. STONE TO SPACE (終決章 STONE TO SPACE?, Shūketsu shō Sutōn tu Supēsu) - 213. UNKNOWN KNOWN (UNKNOWN KNOWN?, An'nōn noun) - 214. I corpi di difesa della Terra del mondo di pietra (石世界地球防衛軍?, Ishi sekai chikyū bōei-gun)                                                                                              |                                        |                                                                                          |
| 25 | 0 「0」 - Zero | 4 marzo 2022 ISBN 978-4-08-883032-2    | 4 ottobre 2023 ISBN 978-88-226-4270-7                                                    |
| 25 | Capitoli - 215. LONG LONG ROAD (LONG ROAD?, Rongu Rongu Rōdo) - 216. HELLO WORLD (HELLO WORLD?, Harō Wārudo) - 217. Lo sfidante della scienza (科学の挑戦者?, Kagaku no chōsen-sha) - 218. WWW (W?, Wārudo Waido Wākushoppu) - 219. I tre valorosi (三勇士?, San yūshi) - 220. Desiderare tutto (全てが欲しくて?, Subete ga hoshikute) - 221. Affidare tutto (全てを託して?, Subete o takushite) - 222. SCIENCE ROAD (SCIENCEROAD?, Saiensu Rōdo) - 223. 0 (0?, Zero) |                                        |                                                                                          |
| 26 | Colui che si esalta per il futuro 「未来を唆るもの」 - Mirai o sosoru mono | 4 luglio 2022 ISBN 978-4-08-883160-2   | 9 gennaio 2024 ISBN 978-88-226-4440-4                                                    |
| 26 | Capitoli - 224. IN THE SPACE (IN THE SPACE?, In Za Supēsu) - 225. DOCKING (DOCKING?, Dokkingu) - 226. GIANT STEP (GIANT STEP?, Jaianto Suteppu) - 227. YOU ARE (YOU ARE?, Yū Ā) - 228. LIFE STONE (LIFE STONE?, Raifu Sutōn) - 229. WHY MAN (WHYMAN?, Howaiman) - 230. HUMAN (HUMAN?, Hyūman) - 231. Colui che si esalta per il futuro (未来を唆るもの?, Mirai o sosoru mono) - 232. Dr.STONE (DR.STONE?, Dokutā Sutōn) |                                        |                                                                                          |
| 27 | FUTURE SCIENCE 「FUTURE SCIENCE」 - Fyūchā Saiensu | 4 aprile 2024 ISBN 978-4-08-884037-6   | 6 maggio 2025 ISBN 978-88-226-5577-6 (ed. regolare) ISBN 978-88-226-5589-9 (ed. variant) |
| 27 | Capitoli - TERRAFORMING (TERRAFORMING?, Terafōmingu) [4D SCIENCE] - 1D. FUTURE MESSAGE (FUTURE MESSAGE?, Fyūchā Messēji) - 2D. FUTURE ROAD MAP (FUTURE ROAD MAP?, Fyūchā Rōdo Mappu) - 3D. FUTURE SCIENCE (FUTURE SCIENCE?, Fyūchā Saiensu) |                                        |                                                                                          |

## Dr. Stone Reboot: Byakuya
| Titolo italiano Giapponese 「Kanji」 - Rōmaji | Data di prima pubblicazione         | Data di prima pubblicazione         |
| Titolo italiano Giapponese 「Kanji」 - Rōmaji | Giapponese                          | Italiano                            |
| Dr. Stone Reboot: Byakuya 「Dr.STONE reboot:百夜」 - Dokutā Sutōn Ribūto: Byakuya | 4 marzo 2020 ISBN 978-4-08-882244-0 | 3 marzo 2021 ISBN 978-88-226-2223-5 |
| Capitoli - 1. Supporto del genere umano (人類の支援?, Jinrui no shien) - 2. Il lancio dell'uovo di quaglia (うずらの卵投げ?, Uzura no tamagonage) - 3. Dammi l'universo (宇宙をください?, Uchū o kudasai) - 4. Persone verso la madre Terra (人は皆母なる地球へ?, Hito ha minahahanaru chikyū e) - 5. Aspettare Byakuya è impegnativo (百夜を待つのは忙しいこと?, Byakuya o matsu no wa isogashī koto) - 6. Per proteggere la ISS bisogna andare a caccia (ISSを守るためには狩りに行かなきゃ?, ISS o mamorutameni wa kari ni ikanakya) - 7. Ti vedo (君がみえる?, Kimi ga mieru) - 8. Un tempo senza grigio (灰色のない時間?, Haiiro no nai jikan) - 9. Io sono qui (わたしはここにいます?, Watashi wa koko ni imasu) |                                     |                                     |